# Bret Harrison
Bret Michael Harrison (Portland, 6 de abril de 1982) é um ator e músico estadunidense.

## Início da vida
Bret Michael cresceu em Tualatin, no estado de Oregon. Frequentou o ensino médio na Tualatin da High School em Tualatin, Oregon. Seu primeiro papel como ator foi no Teatro Regional Hillsboro Artists em seu estado natal, onde fez o papel de George na peça Our Town. Casou-se com Lauren Zelman em 2012.

## Carreira
Uma de suas primeiras aparições na TV foi na terceira temporada da série Undressed e no filme Everybody's Doing It, ambos da MTV. O primeiro grande papel de Bret foi interpretando Brad O'Keefe em Grounded for Life.
Harrison apareceu em episódios da série That '70s Show, participou também da série The OC no papel de Danny. Ele teve um papel como convidado em Law & Order: Special Victims Unit interpretando Sam Cavanaugh. No cinema, ele apareceu ao lado de Jack Black e Colin Hanks no filme Orange County. Harrison também estrelou o filme Deal, lançado nos EUA em 26 de abril de 2008.
Entre 2006 e 2007, atuou no seriado The Loop, Mais tarde, em 2007, ele se tornou a estrela da série Reaper do canal The CW como Sam Oliver. Finalizada em 19 de maio de 2009, após duas temporadas.

## Música
Harrison é guitarrista da banda de indie rock Big Japan, formada em Los Angeles.

## Filmografia
| Ano  | Título                   | Personagem    | Notas          |
| ---- | ------------------------ | ------------- | -------------- |
| 1999 | A Place Apart            | Wilkey        | Telefilme      |
| 2002 | Orange County            | Lonny         |                |
| 2002 | Everybody's Doing It     | Travis        | Telefilme      |
| 2003 | Home Security            | Mike          | Curta-metragem |
| 2004 | Lightning Bug            | Green Graves  |                |
| 2008 | Deal                     | Alex Stillman |                |
| 2011 | The Chicago 8            | Rennie Davis  |                |
| 2011 | Cost of Living           | Jerry         | Curta-metragem |
| 2011 | Mardi Gras: Spring Break | Scottie Smith |                |
| 2014 | See You in Valhalla      | Barry Burwood | Pós-produção   |

| Ano       | Título                            | Personagem          | Notas                                                                      |
| --------- | --------------------------------- | ------------------- | -------------------------------------------------------------------------- |
| 2000      | Undressed                         | Skeet               | 7 episódios                                                                |
| 2001–2005 | Grounded for Life                 | Brad O'Keefe        | Guest star (temporada 1–2); elenco principal (temporada 3–5); 63 episódios |
| 2002      | Law & Order: Special Victims Unit | Sam Cavanaugh       | Episódio: "Guilt"                                                          |
| 2003      | Boston Public                     | Doug Baer           | Episódio: "Chapter Fifty-Six"                                              |
| 2004      | The O.C.                          | Danny               | Episódio: "The Rivals"                                                     |
| 2005      | The O.C.                          | Swerve              | Episódio: "The Return of the Nana"                                         |
| 2005      | That '70s Show                    | Charlie Richardson  | 4 episódios                                                                |
| 2006–2007 | The Loop                          | Sam Sullivan        | Elenco principal; 17 episódios                                             |
| 2007–2009 | Reaper                            | Samuel "Sam" Oliver | Elenco principal; 31 episódios                                             |
| 2011      | V                                 | Dr. Sidney Miller   | 6 episódios                                                                |
| 2011–2012 | Breaking In                       | Cameron Price       | Elenco principal; 20 episódios                                             |
| 2011      | Love Bites                        | Charlie             | 2 episódios                                                                |